# Grammia nevadensis
Grammia nevadensis là một loài bướm đêm thuộc phân họ Arctiinae, họ Erebidae.